# Chubb Corporation
A Chubb Corporation é uma companhia de seguros dos Estados Unidos da América, sediada em Warren, Nova Jérsei.
Com cerca de 10.100 funcionários é a vigésima maior seguradora de bens ("property") e de acidentes ("casualty") do Mundo,[carece de fontes?] levando-se em consideração seu valor de mercado, possuindo 120 escritórios em 29 países, incluido o Brasil. De acordo com a revista Fortune, a Chubb é a 202° maior empresa dos EUA, conforme levantamento realizado em 2012.